# Chaudenay-la-Ville
 Chaudenay-la-Ville  es una población y comuna francesa, en la región de Borgoña, departamento de Côte-d'Or, en el distrito de Beaune y cantón de Bligny-sur-Ouche.

## Demografía
| 64 | 47 | 29 | 23 | 23 | 21 |
| Para los censos de 1962 a 1999 la población legal corresponde a la población sin duplicidades (Fuente: INSEE [Consultar]) |    |    |    |    |    |